# 羅拔圖·文仙尼
羅拔圖·文仙尼（義大利語：Roberto Mancini，發音：[roˈbɛrto manˈtʃiːni]；1964年11月27日—），是已退役的意大利足球運動員。退役后他開始其教練生涯至今，曾執教費倫天拿、國際米蘭、拉素、曼城及加拉塔沙雷。

## 生平

### 球員
文仙尼在球員時代中曾效力博洛尼亞（1981年-1982年）、森多利亞（1982年-1997年）、拉素（1997年-2000年）及莱斯特城（2001年），場上位置是前鋒。
他在桑普多利亞的時間長期擔任隊長，被認為是隊史最傑出的前鋒之一。他與前鋒拍檔詹卢卡·维亚利（Gianluca Vialli）及詹卢卡·帕柳卡（Gianluca Pagliuca）協助球會在1991年奪取隊史第一個、也是至今唯一一個聯賽冠军，他們更在隔年的歐冠一路殺進決賽，但0比1敗給了巴塞隆納；另外還贏得了4屆意大利盃（1985年、1988年、1989年及1994年）冠軍及1990年欧洲优胜者杯，他至今仍是桑普多利亞隊史最多出賽和最高進球數的紀錄保持人。球員時代末期他轉隊至拉齊歐，同樣贏得一次義甲和一次歐洲盃賽冠軍杯。
在國家隊則上陣了36場國際賽，射入4球。曾经参加1988歐洲杯和1990年世界盃，兩次大賽皆在準決賽止步，而他僅在歐洲杯上阵，於小組賽射進一球。90年代後巴吉歐崛起，曼奇尼便沒有出賽的機會，得知正在安排1994世界盃名單的薩奇並沒有打算把他列為先發後，索性便退出國家隊。隨後金童皮耶羅也在義大利大放異彩，故繼任的教練馬爾蒂尼和佐夫也沒有再考慮過徵招他出賽。
他在桑普多利亞擔任隊長的時代，就以高鬥志和鼓舞隊友的能力著稱，他時常在半場休息時在休息室進行精神喊話，這也是他日後擔任教練的開端。但他的脾氣非常糟糕，尤其是在桑普多利亞擔任隊長時期，他幾乎不容許隊友挑戰他的權威，甚至時常干預球隊的買賣運作。受到曼奇尼招攬而加入桑普多利亞的普拉特曾在自傳中如此描述：「他幾乎是曼托瓦尼（桑普多利亞時任主席）的兒子」。

### 教練
國際米蘭
2004-2008年期間文仙尼執教國際米蘭。2005-06賽季，由於電話門事件，該賽季的意甲聯賽冠軍被改判給國際米蘭，接著連續三個賽季為球隊獲得意甲聯賽冠軍。但由於國際米蘭的歐戰戰績始終不佳，他最終被國際米蘭班主莫拉堤辭退，取代他的人是前車路士教練摩連奴。
2014年11月14日，曼奇尼确认将重回国际米兰执教。
曼城
2009年12月起文仙尼執教英超新貴曼城。在新班主大肆注資球隊及擴軍下，分別買入耶耶·托尼，大衛·施華，巴洛迪利，德甲神射手迪斯高等人。

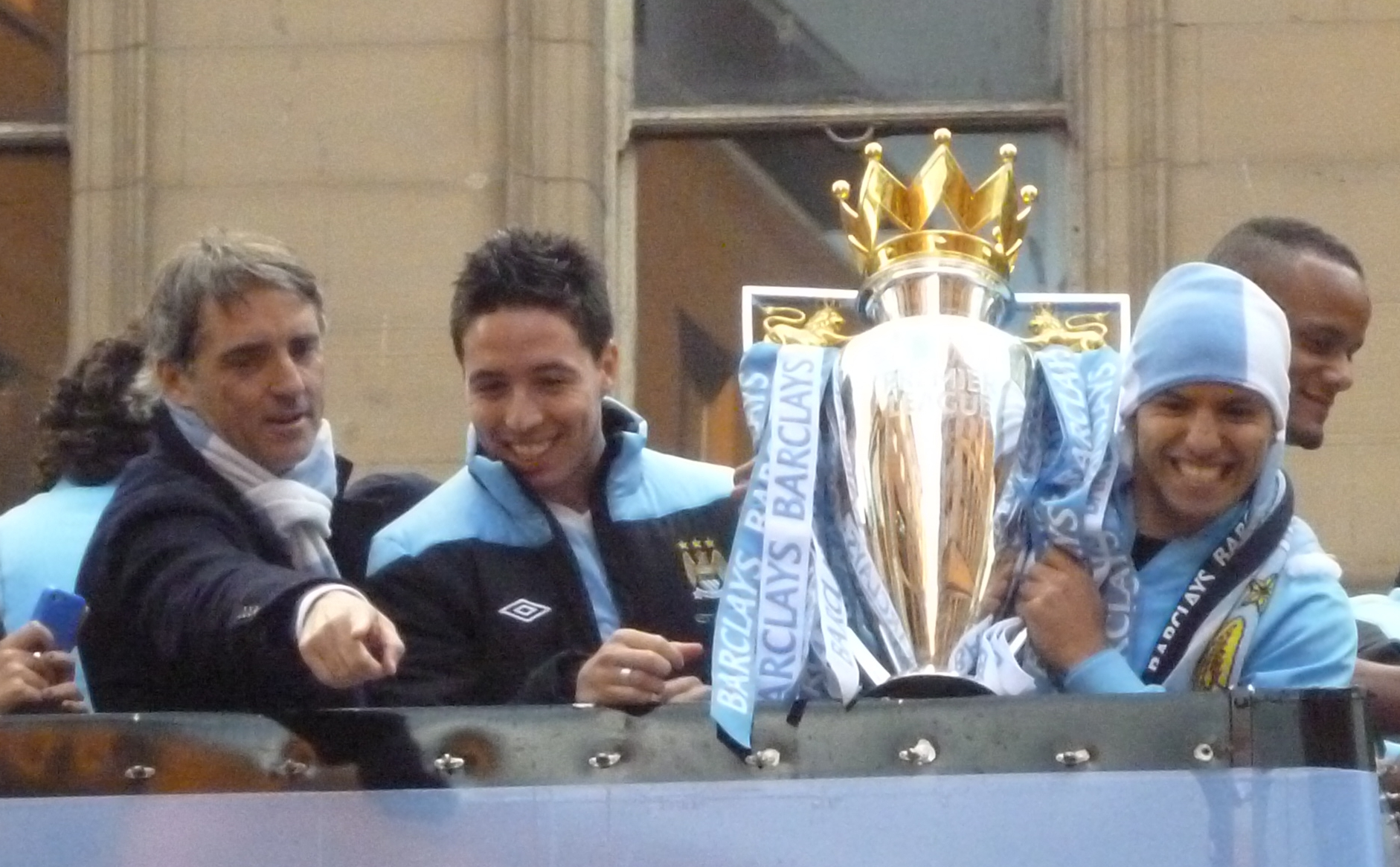
2012年執教生涯以來首獲英超聯賽冠軍。

2012年羅拔圖·文仙尼帶領曼城贏得英超聯賽冠軍，這是球隊1976年後的首個重要賽事的冠軍。2012年5月13日，曼城在最後一輪的比賽中憑沙治奧·阿古路完場前的入球3–2反勝昆士柏流浪，全季共得到89個積分，以較佳得失球差力壓同分的衛冕球隊曼聯，驚險奪得本季冠軍。這是曼城自英超成立20年來的首個聯賽冠軍與第五支奪冠球隊。
2013年5月13日，在曼城於足總杯决赛被韋根擊敗後的兩天，文仙尼被辭退。。
加拉塔沙雷
2013年9月30日，文仙尼被任命為土超傳統勁旅加拉塔沙雷領隊，合約為期三年。
2014年6月11日，文仙尼與加拉塔沙雷雙方達成協議提早解約。
重返國際米蘭
2014年11月14日，文仙尼重返意甲再次擔任國際米蘭領隊。
泽尼特
2017年6月1日，俄超豪门圣彼得堡泽尼特官方宣布曼奇尼出任球队的主帅，泽尼特与曼奇尼签约三年，并附有续约两年的优先选择条款。2018年5月13日，圣彼得堡泽尼特官方宣布与主教练曼奇尼提前终止合同。
意大利
2018年5月14日，曼奇尼辭任圣彼得堡泽尼特後出任意大利國家隊領隊。
2021年7月11日，曼奇尼帶領義大利隊獲得歐洲國家盃冠軍。
2023年8月，由于与足协的意见不合，曼奇尼在愤怒之下宣布辞职。

## 荣誉

### 球員生涯
| 球會     | 賽事               | 獲獎年份                                   |
| -------- | ------------------ | ------------------------------------------ |
| 森多利亞 | 義大利甲組聯賽冠軍 | 1990/91年                                  |
| 森多利亞 | 義大利盃冠軍       | 1984/85年，1987/88年，1988/89年，1993/94年 |
| 森多利亞 | 義大利超級盃冠軍   | 1991年                                     |
| 森多利亞 | 歐洲盃賽冠軍盃冠軍 | 1989/1990年                                |
| 拉素     | 義大利甲組聯賽冠軍 | 1999/2000年                                |
| 拉素     | 義大利盃冠軍       | 1997/98年，1999/2000年                     |
| 拉素     | 義大利超級盃冠軍   | 1998年                                     |
| 拉素     | 歐洲盃賽冠軍盃冠軍 | 1998/1999年                                |
| 拉素     | 歐洲超級盃冠軍     | 1999年                                     |
| 義大利   | 歐洲國家盃季軍     | 1988年                                     |
| 義大利   | 世界盃季軍         | 1990年                                     |

### 教練生涯
| 球會/國家隊 | 賽事                    | 獲獎年份                        |
| ----------- | ----------------------- | ------------------------------- |
| 費倫天拿    | 意大利盃冠軍            | 2000/01年                       |
| 拉素        | 意大利盃冠軍            | 2003/04年                       |
| 國際米蘭    | 意大利甲組聯賽冠軍      | 2005/06年，2006/07年，2007/08年 |
| 國際米蘭    | 意大利盃冠軍            | 2004/2005年，2005/06年          |
| 國際米蘭    | 意大利超級盃冠軍        | 2005年，2006年                  |
| 曼城        | 英格蘭超級足球聯賽冠軍  | 2011/12年                       |
| 曼城        | 英格蘭足總盃冠軍        | 2010/2011年                     |
| 曼城        | 英格蘭社區盾/慈善盾冠軍 | 2012年                          |
| 加拉塔薩雷  | 土耳其盃冠軍            | 2013/2014年                     |
| 義大利      | 歐洲國家盃冠軍          | 2020年                          |

### 勳章
- 5級／騎士－意大利共和國功勳騎士勳章：1991

- 2級／大軍官－意大利共和國功勳大軍官勳章：2021[7]

### 教練生涯数据统计
最近更新：2013年10月1日

| 國家   | 球队     | 從         | 至        | 统计 | 统计 | 统计 | 统计 | 统计   |
| 國家   | 球队     | 從         | 至        | 场次 | 胜   | 和   | 負   | 得勝率 |
| ------ | -------- | ---------- | --------- | ---- | ---- | ---- | ---- | ------ |
| 義大利 | 費倫天拿 | 2001年2月  | 2002年1月 | 27   | 6    | 5    | 16   | 22.22  |
| 義大利 | 拉素     | 2002年5月  | 2004年7月 | 102  | 49   | 32   | 21   | 48.04  |
| 義大利 | 國際米蘭 | 2004年7月  | 2008年5月 | 227  | 140  | 61   | 26   | 61.67  |
| 英格兰 | 曼城     | 2009年12月 | 2013年5月 | 192  | 114  | 38   | 40   | 59.38  |
| 总计   | 总计     | 总计       | 总计      | 548  | 309  | 136  | 103  | 56.39  |

#### 賽季記錄
| 冠軍 | 亞軍 | 季軍/準決賽 | 未完成 |

| 賽季    | 球隊       | 國家   | 國內   | 國內   | 國內   | 國內   | 歐陸       | 歐陸   | 歐陸 | 獎杯 |
| 賽季    | 球隊       | 國家   | 聯賽   | 杯賽   | 聯賽杯 | 超級杯 | 歐冠       | 歐聯   | 歐超 | 獎杯 |
| ------- | ---------- | ------ | ------ | ------ | ------ | ------ | ---------- | ------ | ---- | ---- |
| 2000–01 | 費倫天拿   | 義大利 | 第9名  | 冠軍   |        |        |            |        |      | 1    |
| 2001–02 | 費倫天拿   | 義大利 | 第18名 | 第3輪  |        | 亞軍   |            |        |      | 0    |
| 2002–03 | 拉素       | 義大利 | 第4名  | 準決賽 |        |        |            | 準決賽 |      | 0    |
| 2003–04 | 拉素       | 義大利 | 第6名  | 冠軍   |        |        | 小組賽階段 |        |      | 1    |
| 2004–05 | 國際米蘭   | 義大利 | 季軍   | 冠軍   |        |        | 半準決賽   |        |      | 1    |
| 2005-06 | 國際米蘭   | 義大利 | 冠軍   | 冠軍   |        | 冠軍   | 半準決賽   |        |      | 3    |
| 2006–07 | 國際米蘭   | 義大利 | 冠軍   | 亞軍   |        | 冠軍   | 16強       |        |      | 2    |
| 2007–08 | 國際米蘭   | 義大利 | 冠軍   | 亞軍   |        | 亞軍   | 16強       |        |      | 1    |
| 2009–10 | 曼城       | 英格兰 | 第5名  | 第4輪  | 準決賽 |        |            |        |      | 0    |
| 2010–11 | 曼城       | 英格兰 | 季軍   | 冠軍   | 第3輪  |        |            | 16強   |      | 1    |
| 2011–12 | 曼城       | 英格兰 | 冠軍   | 第3輪  | 準決賽 | 亞軍   | 小組賽階段 |        |      | 1    |
| 2012–13 | 曼城       | 英格兰 | 亞軍   | 亞軍   | 第3輪  | 冠軍   | 小組賽階段 |        |      | 1    |
| 2013–14 | 加拉塔薩雷 | 土耳其 | *      | *      |        |        | *          |        |      | 0    |
|         | 獎杯總數   |        |        |        |        |        |            |        |      | 12   |

## 外部連結
- 足球資料庫：羅拔圖·文仙尼的領隊統計數據